# Mugur-Sargol
Mugur-Sargol est un site d'art rupestre daté de l'Âge du bronze, situé dans la république de Touva, en Sibérie. Il possède une des plus importantes concentrations de pétroglyphes sibériens de l'Âge du bronze, martelés et plus rarement gravés.

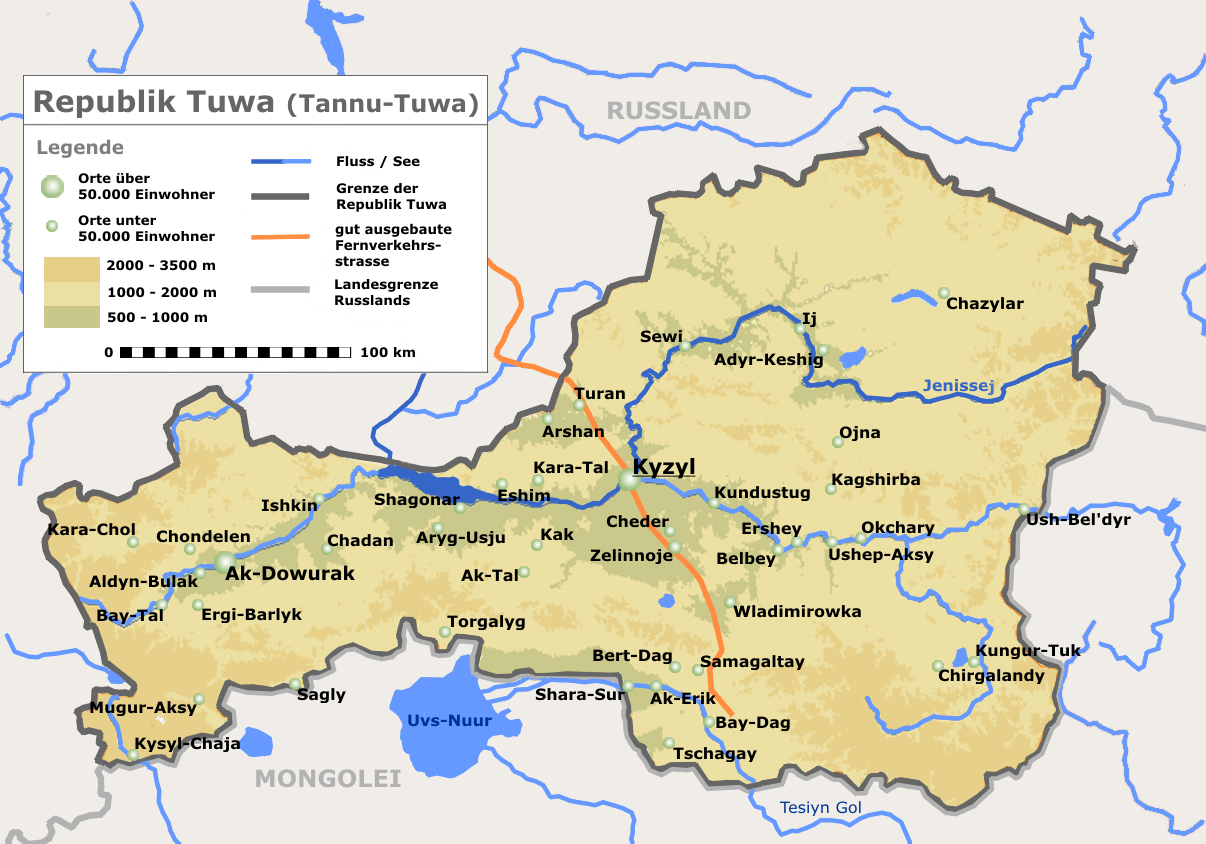
Carte du Touva

## Localisation
Mugur-Sargol est situé dans la république de Touva, au pied des monts Tannou-Ola, au sud du Ienisseï et des monts Saïan occidentaux, à proximité de la frontière avec la Mongolie.

## Description
Les gravures rupestres montrent notamment des attelages de chasse avec des animaux sauvages, des chèvres, moutons, bovins, des disques à cornes de nature indéterminée, et des guerriers portant un casque et un arc.

## Peuple Az
Les inscriptions de Mugur-Sargol attestent notamment l'existence des Az, un peuple turcophone local d'origine indéterminée, qui aurait vécu dans la région de Mugur, à l'ouest du massif de Tannou-Ola.

## Galerie

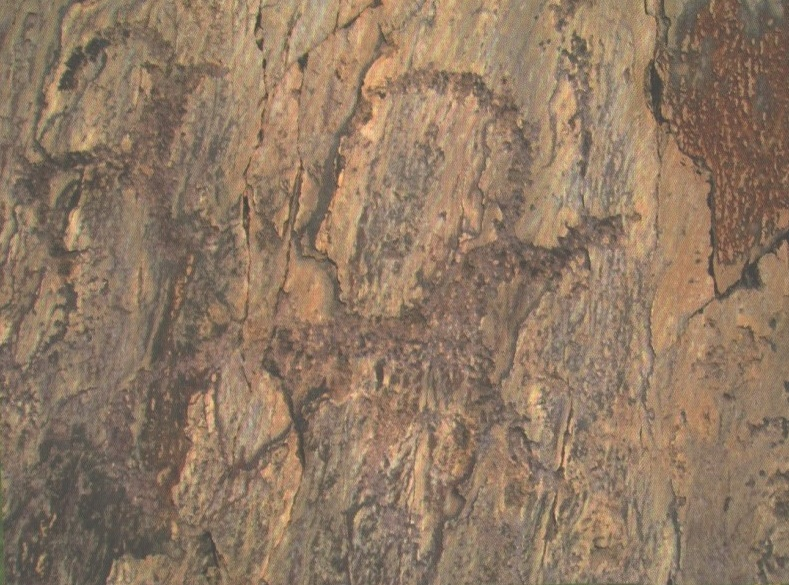
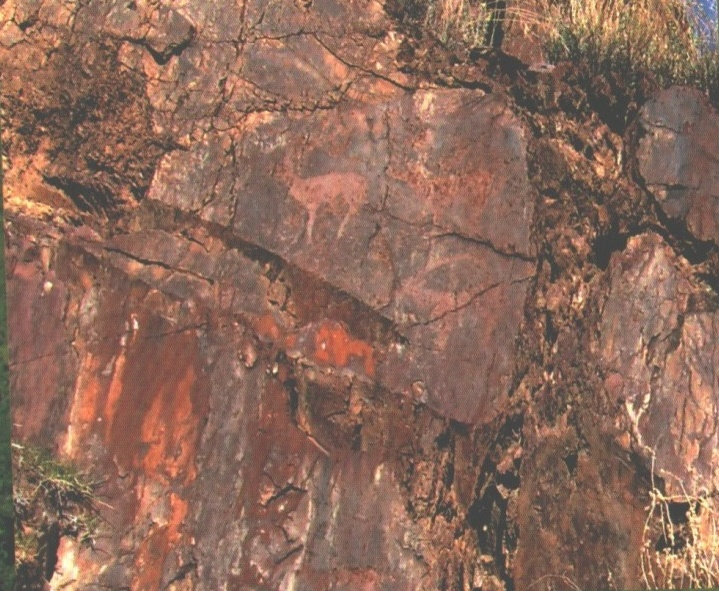
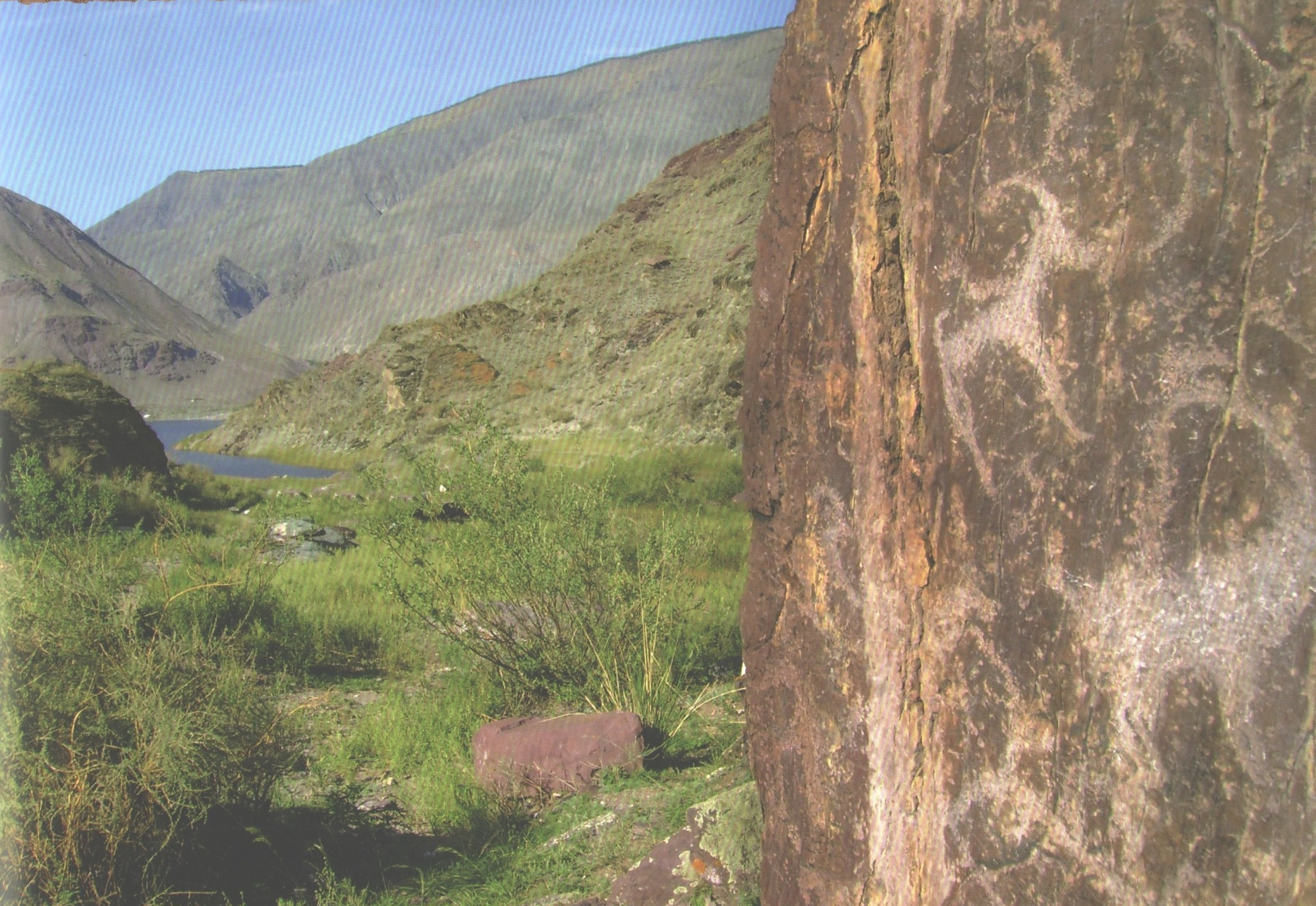